# 施泰斯林根
施泰斯林根是德国巴登-符腾堡州的一个市镇。总面积24.52平方公里，总人口4575人，其中男性2253人，女性2322人（2011年12月31日），人口密度187人/平方公里。